# Alexandre Antigna
Pour les articles homonymes, voir Antigna.
Alexandre Antigna, né le 7 mars 1817 à Orléans et mort le 26 février 1878 à Paris 17e, est un artiste peintre français.

## Biographie
Admis à l'École des beaux-arts de Paris en 1839, élève pendant un an de Sébastien Norblin puis durant sept ans de Paul Delaroche, Alexandre Antigna est avant tout le peintre des humbles, ainsi qu'en témoignent ses œuvres les plus célèbres : L'Éclair (1848, musée des Augustins de Toulouse), L'Incendie (1850-1851, musée des Beaux-Arts d'Orléans) ou encore La Halte forcée (1855, musée des Augustins de Toulouse). Dans les années 1850, son tableau Après le bain (ou Les Baigneuses, 1849, musée des Beaux-Arts d'Orléans) fait scandale dans sa ville natale.
Très vite classé parmi les réalistes et rapproché de Gustave Courbet, Antigna se distingue malgré tout du maître d'Ornans par la poésie et la religion dont il imprègne ses sujets. À partir de 1860, plus serein, il s'illustre notamment dans des portraits d'Aragonaises, des paysages marins et de nombreuses scènes bretonnes.
Ses sujets traitent aussi de la discrimination entre les citadins et les pauvres villageois au XIXe siècle.
En 1861, il épouse Hélène-Marie Pettit, également peintre (élève d'Auguste Delacroix [1809-1868] et d'Antigna) petite-fille d'Ambroise Rendu. Leur fils, André-Marc Antigna, est peintre et miniaturiste. Le beau-frère d'Alexandre Antigna, le critique d'art Eugène Loudun, préface le catalogue de la vente qui a lieu après son décès.
Une biographie détaillée du peintre a été écrite en 2007 par Christian Jamet aux Éditions Demeter. Une nouvelle édition, augmentée et enrichie, est parue en 2017 chez Corsaire Éditions.
Il est inhumé dans la division 21 au Cimetière de Montmartre.

## Collections publiques

### Chronologie
- Étude de tête de vieille femme, vers 1844, huile sur toile, musée des Beaux-Arts d'Orléans ;
- Portrait de Madame Grenalgh, 1848, huile sur toile ; vue ovale sur toile rectangulaire, 55,2 x 45,5 cm, musée des Beaux-Arts d'Orléans[1];
- L'Éclair, 1848, huile sur toile, 219 × 170 cm, (Paris, musée d'Orsay, en dépôt au musée des Augustins de Toulouse)[2]
- La Veuve (titre original) ou La Mort du Pauvre, 1849, huile sur toile, 130,5x196,5 cm, musée Charles-de-Bruyères, Remiremont ;
- Après le bain, Salon de 1849, huile sur toile, 235 x 321 cm, musée des Beaux-Arts d'Orléans [3];
- L'Incendie, Salon de 1850, 280 x 260 cm, huile sur toile, musée des Beaux-Arts d'Orléans[4] ;
- Étude pour l’Incendie, vers 1850, fusain et rehauts de pastel sur papier vergé beige, huilé par endroits, mis au carreau, 33,8 x 45,1 cm, musée des Beaux-Arts d’Orléans[5] ;
- Étude de jeune fille en buste, vers 1850, huile sur toile, musée des Beaux-Arts d'Orléans ;
- Portrait de Monsieur Laisné, vers 1850, huile sur toile, 137 x 87,6 cm, musée des Beaux-Arts d'Orléans [6];
- Jeune fille au capuchon, vers 1850-1855, huile sur toile, 61 x 50,5 cm, musée des Beaux-Arts d'Orléans[7];
- Autoportrait, vers 1850-1855, huile sur toile; vue ovale sur toile rectangulaire, 55 x 45 cm, musée des Beaux-Arts d'Orléans[8];
- Autoportrait à l'âge de 35 ans, 1852, huile sur toile, musée des Beaux-Arts d'Orléans ;
- Ronde d'enfants, 1853, Musée des Beaux-Arts de Limoux ;
- La Fête Dieu, 1855, musée des Augustins de Toulouse ;
- La Halte forcée, 1855, musée des Augustins, Toulouse ;
- Jeune Breton endormi, 1857, musée des Beaux-Arts d'Orléans ;
- Pauvre femme, 1857, huile sur toile, musée des Beaux-Arts d'Orléans ;
- Jeune Breton endormi, 1859, huile sur toile, musée des Beaux-Arts d'Orléans ;
- Portrait du beau-frère de l'artiste, vers 1860 (?), huile sur toile, 81 x 64,5 cm, musée des Beaux-Arts d'Orléans[9];
- Intérieur breton, 1861, huile sur toile, musée des Beaux-Arts d'Orléans ;
- Marchand d'images, 1862, musée des Beaux-Arts de Bordeaux ;
- Soirée d'été, 1862, musée de Dinan ;
- Miroir des bois, 1864, musée des Beaux-Arts de Bordeaux ;
- Jeune fille au voile, 1865, huile sur toile, musée des Beaux-Arts d'Orléans ;
- Inspiration, 1865, huile sur papier marouflé sur toile, musée des Beaux-Arts d'Orléans ;
- Aux écoutes, vers 1867, huile sur toile, 117,3 × 110 cm, musée des Beaux-Arts de Chartres[10] ;
- Le Roi des moutards, 1869, huile sur toile, musée des Beaux-Arts d'Orléans ;
- Cousquet-hi (Elle dort), 1872, huile sur toile, musée des Beaux-Arts d'Orléans ;
- Aragonaises d'Anso, 1872, huile sur toile, musée des Beaux-Arts d'Orléans ;
- Les Deux voix, 1875, huile sur toile, musée des Beaux-Arts d'Orléans.

### Dates non documentées
- Paysanne bretonne, musée des beaux-arts de Bordeaux ;
- Jeune Fille au capuchon, musée des beaux-arts d'Orléans ;
- Paysage des environs de Rochefort, musée de Cahors Henri-Martin ;
- Portrait d'Hilaire Suisse, musée de Cahors Henri-Martin ;
- La fileuse endormie (inv. 126), musée d'Art et d'Histoire de Saint-Brieuc[11].

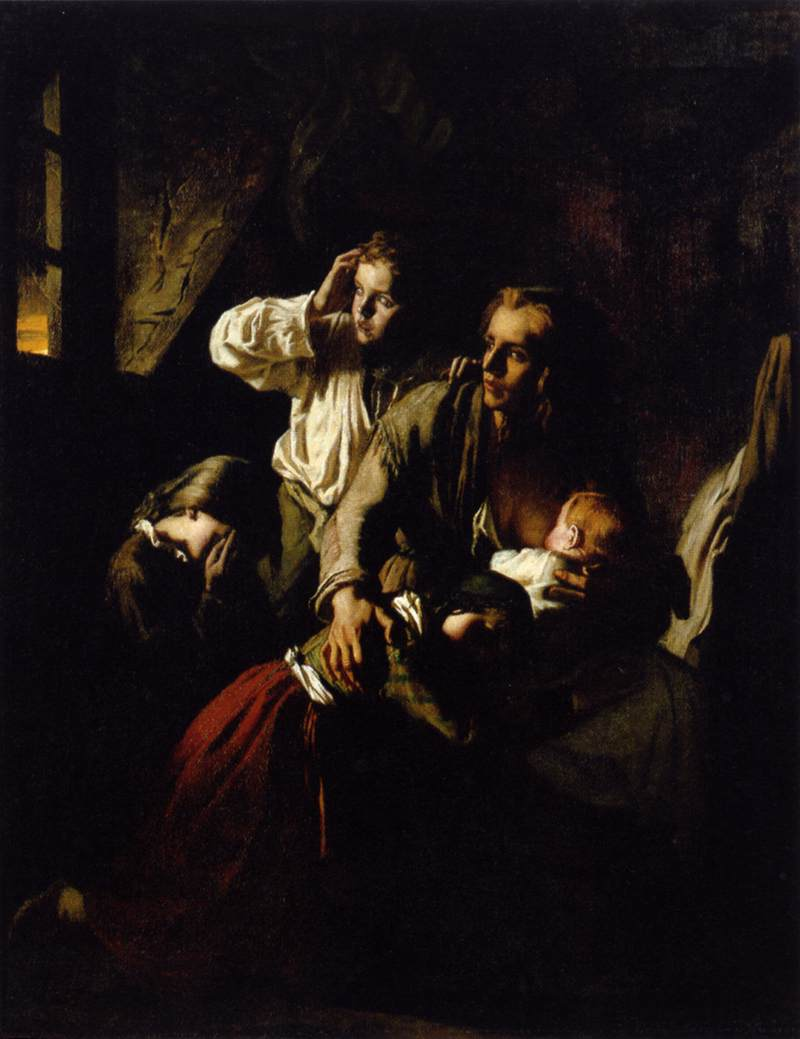
L'Éclair, 1848, musée des Augustins de Toulouse.
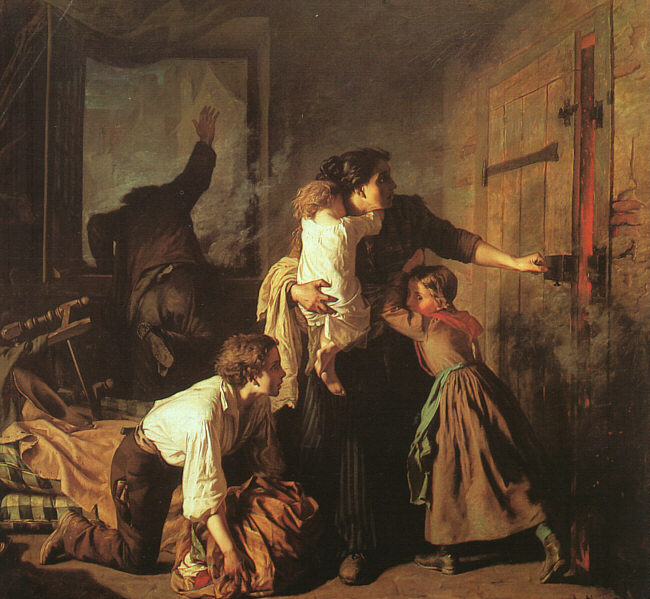
L'Incendie, 1850–51, musée des Beaux-Arts d'Orléans.
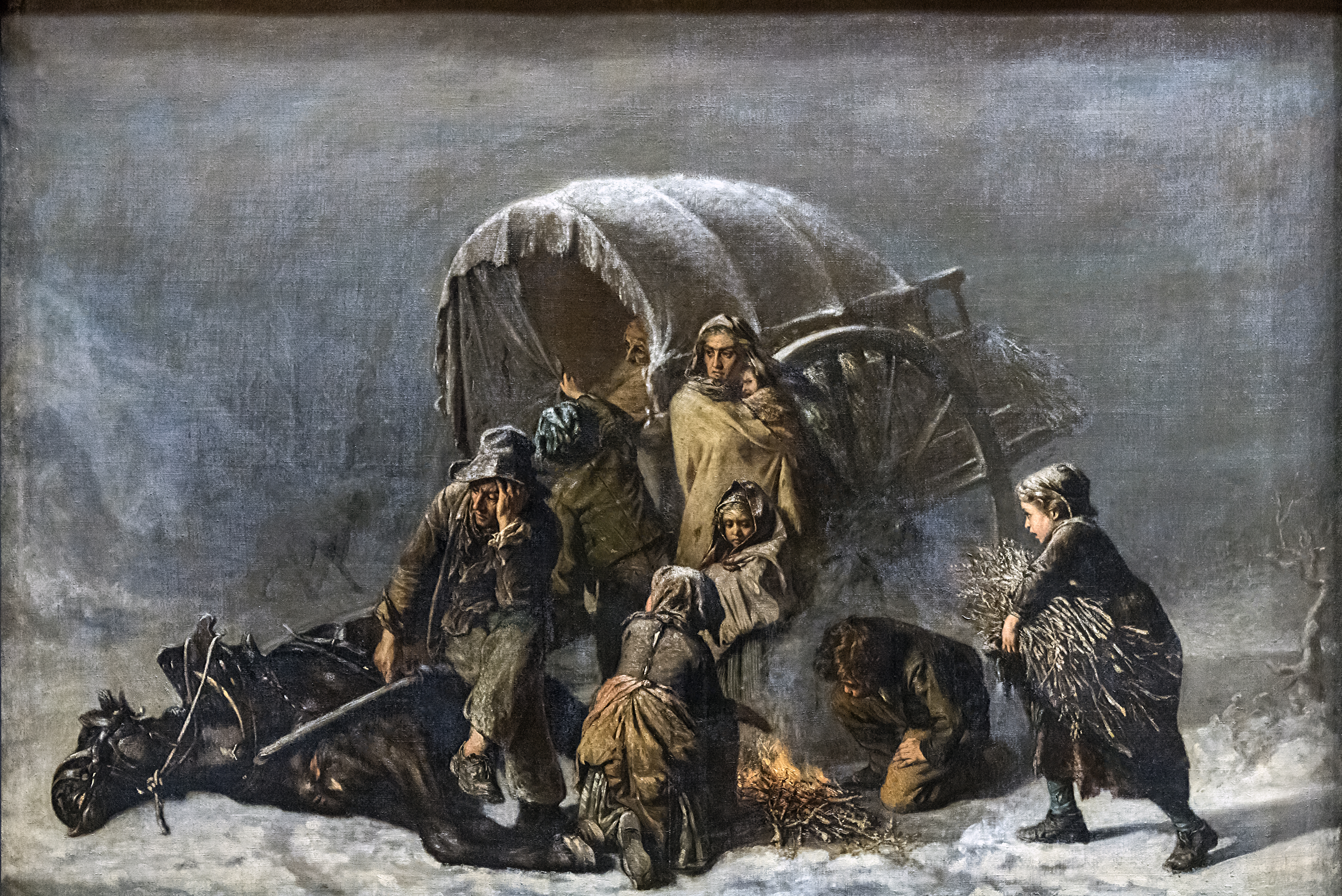
La halte forcée, 1855, musée des Augustins de Toulouse.
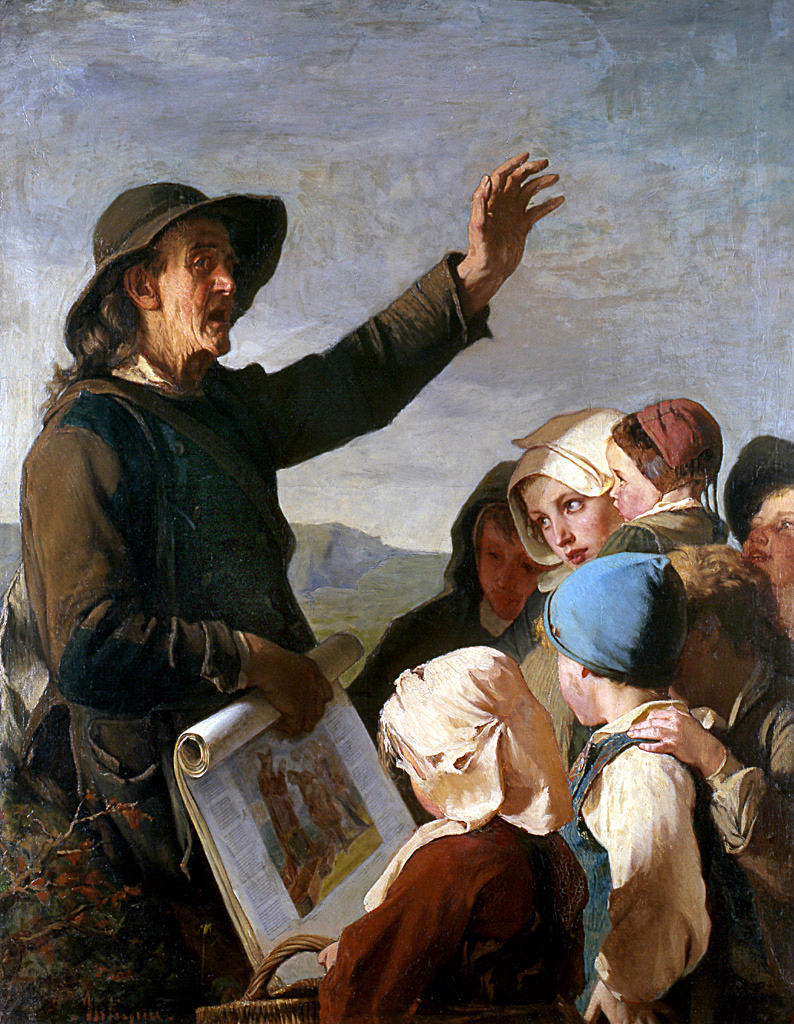
Marchand d'image musée des Beaux-Arts de Bordeaux.
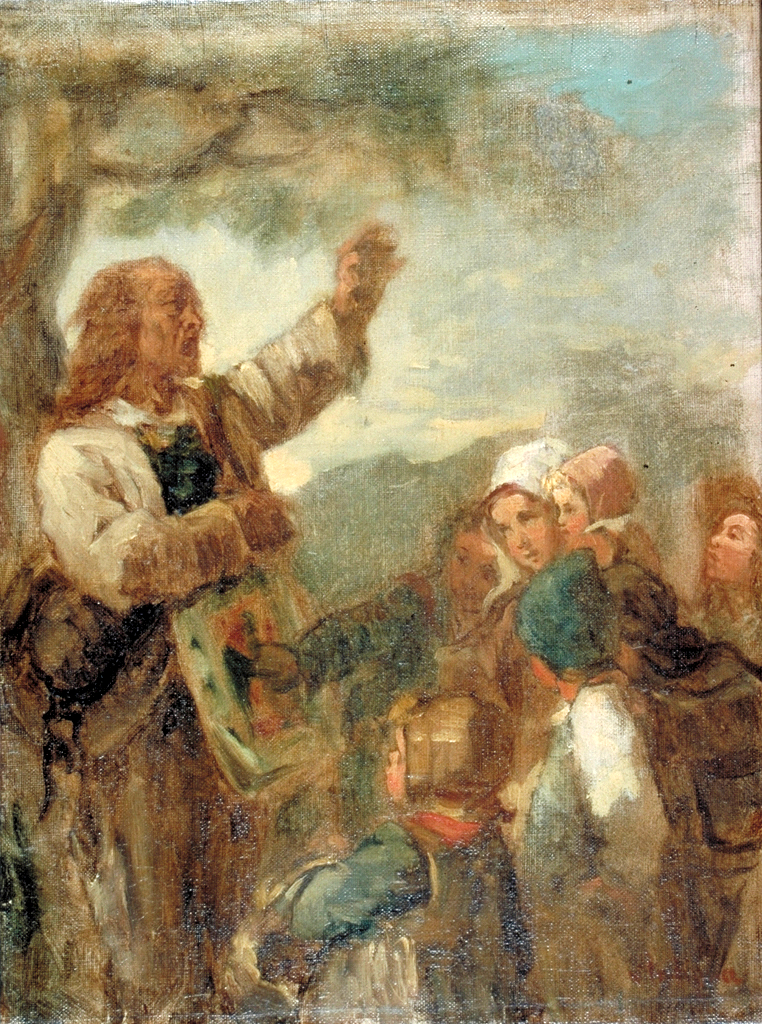
Marchand d'image (étude), musée des Beaux-Arts de Bordeaux.
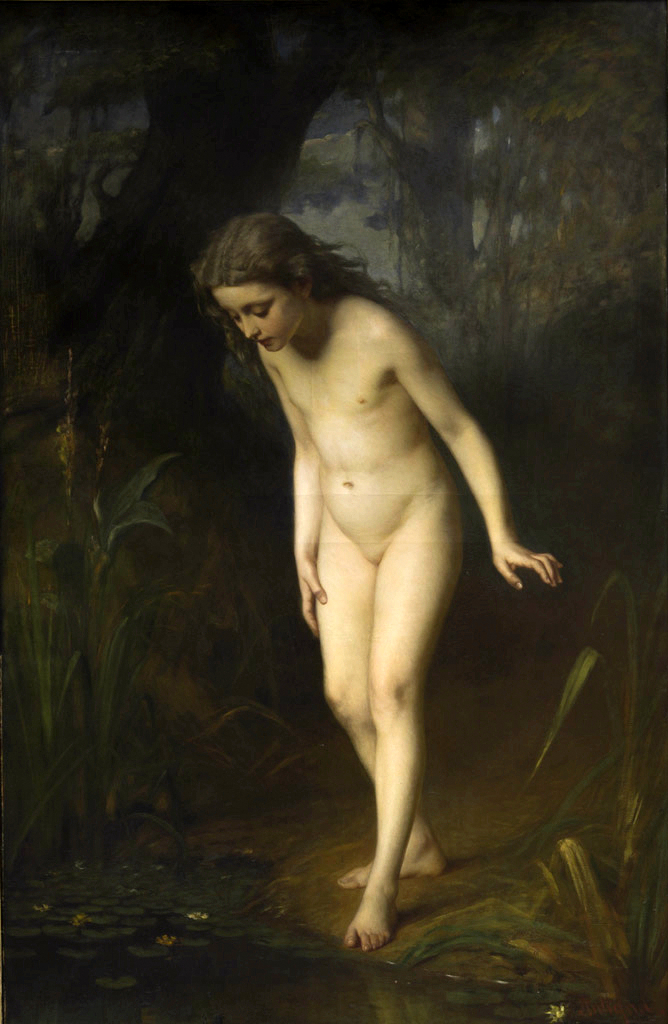
Miroir des bois, musée des Beaux-Arts de Bordeaux.
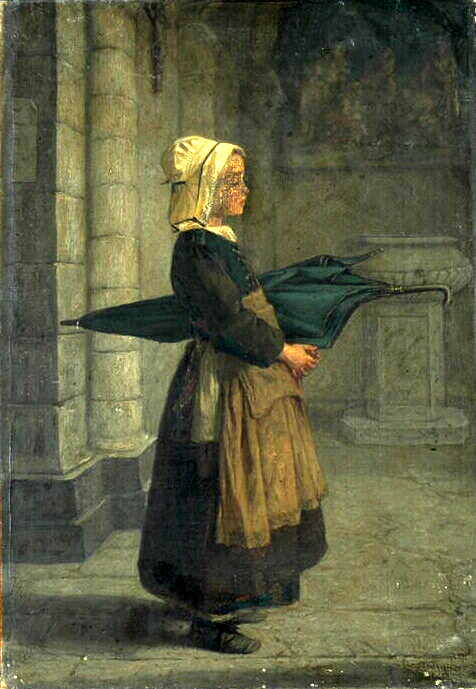
Paysanne bretonne, .
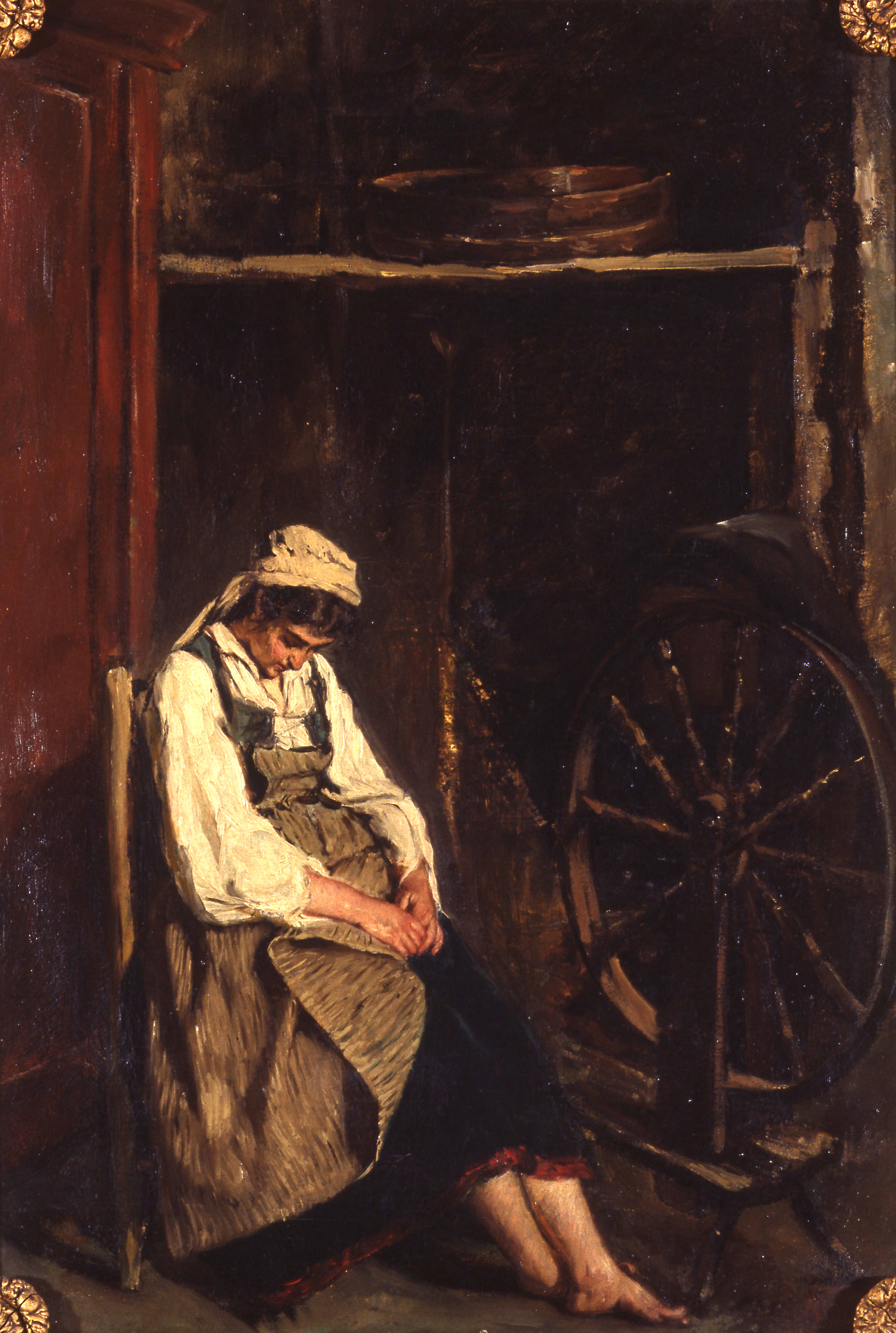
La fileuse endormie - musée d'Art et d'Histoire de Saint-Brieuc.